# Дечен-Тибетский автономный округ
Дечен-Тибетский автономный округ, или Дицин-Тибетский автономный округ (кит. упр. 迪庆藏族自治州, пиньинь Díqìng Zàngzú zìzhìzhōu; тиб. བདེ་ཆེན་བོད་རིགས་རང་སྐྱོང་ཁུལ་) — автономный округ в провинции Юньнань, Китай.

## История
После вхождения провинции Юньнань в состав КНР в 1950 году был образован Специальный район Лицзян (丽江专区), и эти места вошли в его состав. В ноябре 1952 года Деченская временная управа (德钦设治区) была преобразована в Дечен-Тибетский автономный район уездного уровня (德钦县藏族自治区).
Постановлением Госсовета КНР от 11 сентября 1956 года из Специального района Лицзян был выделен Дечен-Тибетский автономный округ, в состав которого вошли уезды Чжундянь (中甸县), Вэйси (维西县) и Дечен-Тибетский автономный район уездного уровня, который был при этом преобразован в уезд Дечен (德钦县); власти нового автономного округа разместились в уезде Чжундянь. Новый автономный округ был официально образован 13 сентября 1957 года, его администрирование властями провинции Юньнань было доверено властям Специального района Лицзян (в 1970 году переименованного в Округ Лицзян).
В 1957 году из уезда Вэйси было выделено Бэньцзыланьское управление (奔子栏办事处), которое было подчинено напрямую властям автономного округа. В мае 1959 года оно было присоединено к уезду Дечен.
В августе 1973 года Дечен-Тибетский автономный округ перешёл в прямое подчинение властям провинции Юньнань.
Постановлением Госсовета КНР от 11 июня 1985 года уезд Вэйси был преобразован в Вэйси-Лисуский автономный уезд.
17 декабря 2001 года уезд Чжундянь был переименован в Шангри-Ла.
Постановлением Госсовета КНР от 16 декабря 2014 года уезд Шангри-Ла был преобразован в городской уезд.

## Население
Согласно переписи населения 2000 года в округе проживало 353 тыс. чел.
Национальный состав (2000)
| Народ   | Численность | Доля    |
| ------- | ----------- | ------- |
| Тибетцы | 117 099     | 33,12 % |
| Лису    | 98 195      | 27,78 % |
| Китайцы | 57 928      | 16,39 % |
| Наси    | 45 269      | 12,81 % |
| Бай     | 18 182      | 5,14 %  |
| И       | 11 616      | 3,29 %  |

## Административное деление
Округ делится на 1 городской уезд, 1 уезд и 1 автономный уезд:
| Карта                                            | Статус                         | Название         | Иероглифы              | Пиньинь | Население (2010) | Площадь (км²) |
| ------------------------------------------------ | ------------------------------ | ---------------- | ---------------------- | ------- | ---------------- | ------------- |
| Шангри-Ла Дечен Вэйси-Лисуский · автономный уезд |                                |                  |                        |         |                  |               |
| Городской уезд                                   | Шангри-Ла                      | 香格里拉市       | Xiānggélǐlā shì        |         |                  |               |
| Уезд                                             | Дечен                          | 德钦县           | Déqīn xiàn             |         |                  |               |
| Вэйси-Лисуский автономный уезд                   | Вэйси-Лисуский автономный уезд | 维西傈僳族自治县 | Wéixī Lìsùzú zìzhìxiàn |         |                  |               |

## Транспорт
В ноябре 2023 года открылась железная дорога Лицзян — Шангри-Ла, что привело к расцвету туризма. 

## Культура
Наси сохраняют свои традиции, в том числе пиктограммы дунба, ручное прядение льна, песни, танцы и игру на барабанах.

## Достопримечательности
- Известняковые террасы Байшуйтай[3]